# 皮梅诺-切尔尼农村居民点
皮梅诺-切尔尼农村居民点（俄语：Пимено-Чернянское сельское поселение）是俄罗斯联邦伏尔加格勒州科捷利尼科沃区所属的一个农村居民点。其下辖有3个居民点，行政中心为皮梅诺-切尔尼。据2016年统计，该农村居民点的人口为1469人。